# 徐炳乾
徐炳乾（约1951年—2020年12月29日），臺灣台中市石岡區人，後搬至新社區，並在當地推動修復白冷圳、社區總體營造、種樹造林等事。

## 生平
徐炳乾出身於石岡客家村，1980年代與妻子遷居新社，以種甜桃與葡萄維生。1994年臺灣發生葡萄殘留四氯丹造成葡萄滯銷，徐炳乾擔任台中縣、苗栗縣葡萄果農的聯絡人，在9月15日前往台中縣政府農業局陳情。徐炳乾力促政府修法以杜絕禁藥後，他認為農民也應該關心社會和社區農民。
白冷圳在九二一地震時遭到損壞，使得新社的果園缺少水源。當時依水利會調查，修復要高達新台幣十億元。見政府遲未動作，徐炳乾結合地方人士組成重建委員會。2000年12月13日，在稻草人基金會協助下，徐炳乾等農民成立社區營造組織，取名為「白冷圳社區總體營造促進會」。成立時，林豐喜以稻草人基金會董事長出席，並撥放公共電視台製作人蘇志宗導演《 上水的希望─重建白冷圳》紀錄片。徐炳乾積極投入重建工作，擴及白冷圳沿途十三村，最後在社區居民的配合下，官方省下三億元的備用水源規劃案。2002年6月2日，以四億五千五百萬元重建的白冷圳舉行修復通水典禮時，林豐喜、徐炳乾與三百多名新社鄉民前往觀禮。
解決灌溉水源問題後，徐炳乾轉而投入社區營造與地方創生。加入促進會的人多為果農、家庭主婦、公務人員等。經由文史工作者吳長錕指導，三十多位會員將他們對當地的田野調查、生態、民俗，集結成十萬字的《戀戀白冷圳》一書。
促進會成立四年來，徐炳乾忙於公事，以致果園荒廢，還賣掉原本投資二百萬元的土地，使妻子抱怨。妻子說一開始反對丈夫拋下農作，但他堅持投入公共事務，既然管不動，只好任他去。徐炳乾更在新社區中和里發動居民造林，三年來約造林30公頃。此外，徐炳乾任內所作的社區營造，還有培訓導覽人員、每年與農友清理白冷圳灌溉溝、維護山岡榮紀念碑、邀興建白冷圳的磯田謙雄後代家族來新社等。徐炳乾常帶領遊客參觀新社，且為了彌補小學學歷，還會在家研讀書籍。
當促進會成立十八年，徐炳乾已擔任第一、二屆理事長，以及四到七屆的總幹事，第八屆又任理事長，直到2018年初因罹癌直到年初才卸下。2019年，徐炳乾又卸下理事長以休息養病，但因關心地方又在2020年回任，但10月癌症復發，入台中慈濟醫院。
2020年12月29日下午2點半，促進會成員伴隨安慰下，徐炳乾在家去世，享壽69歲。